# 额咯剌镇

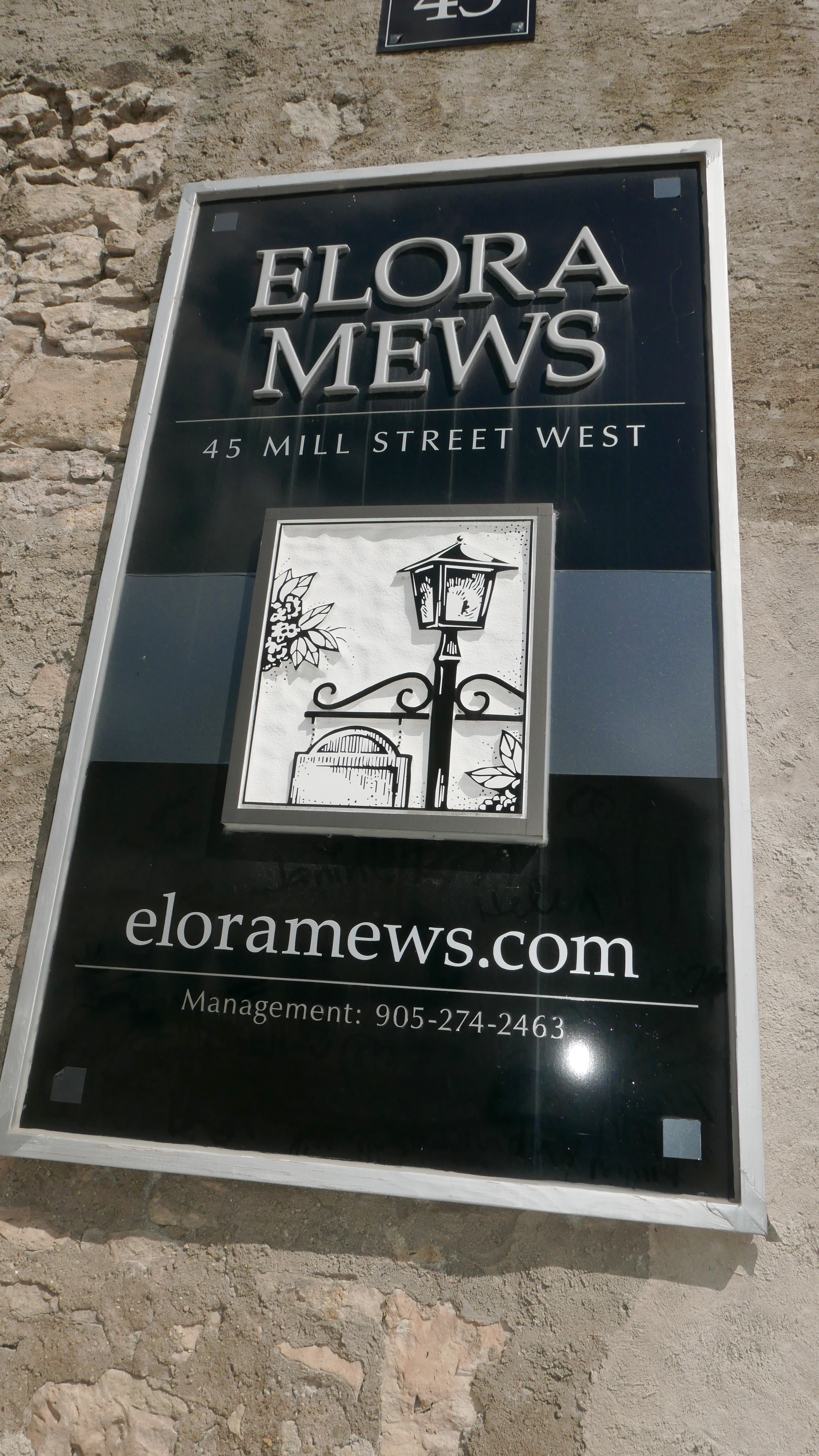
Elora Mew

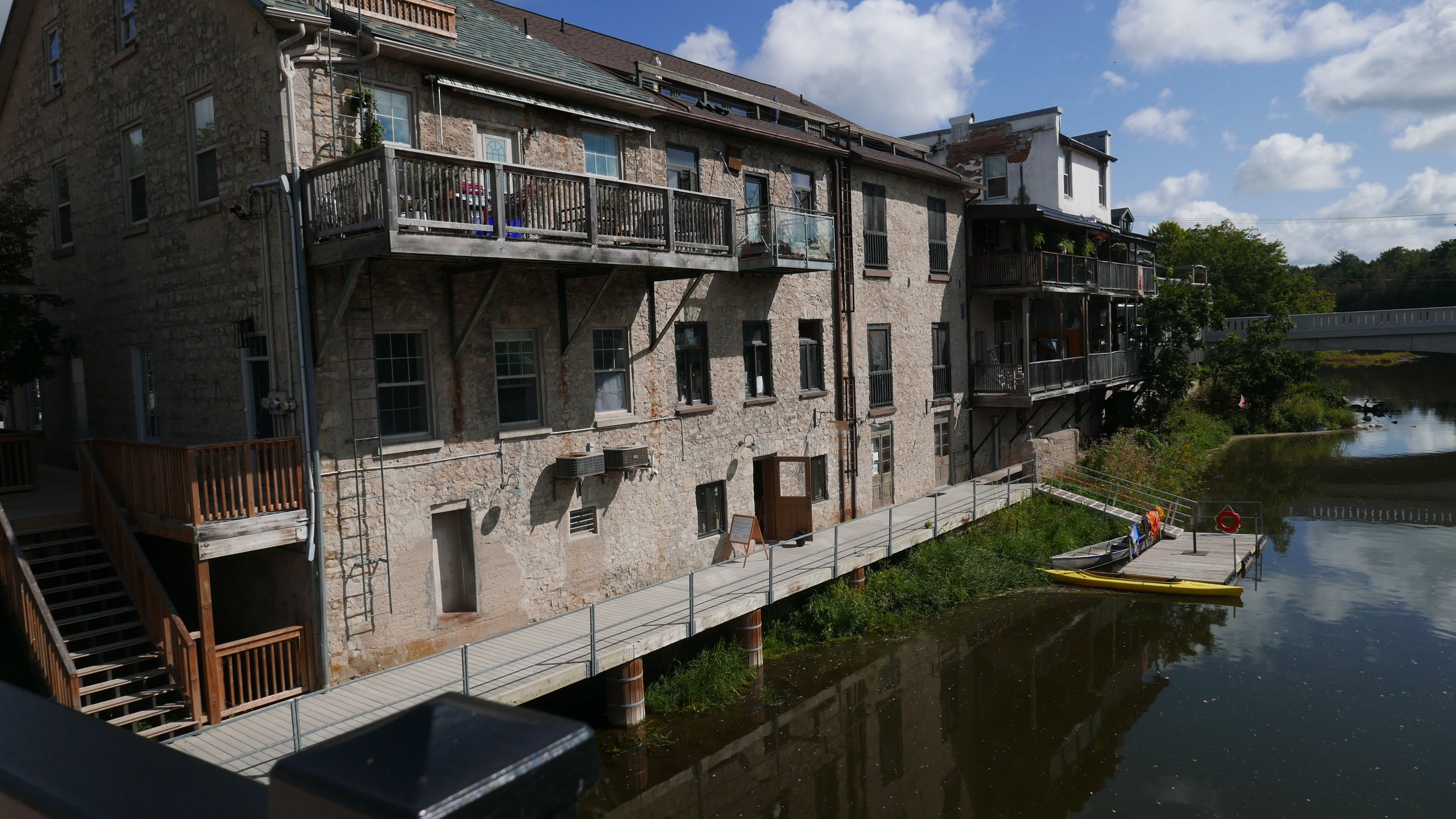
伊劳拉峡四星级酒店

伊劳拉镇（英語：Elora Town）是加拿大安大略省威灵顿县属下的一个镇，2011年人口为7756人。
伊劳拉镇有许多十九世纪古色古香的石灰岩建筑而吸引游客。
市中心现有的五层楼高的建是1832年建造的，1970年代曾是一个旅馆，名为伊劳拉旅馆；2018年经过二千七百万元装修，成为一所拥有三十间客房、一间餐厅，员工一百七十人的四星级豪华酒店。
2016年一部十集记录片《我们的加拿大》，多大半是在伊劳拉镇拍摄的。
2020年威灵顿郡授予伊劳拉镇以历史遗产的名号。